# Sonic Heroes
Sonic Heroes (яп. ソニック ヒーローズ, Сонікку Хі:ро:дзу) — відеогра, розроблена американським підрозділом Sonic Team USA і видана компанією SEGA. Гра вийшла у 2003 році в Японії та в 2004 році в Північній Америці та Європі на консолях PlayStation 2, GameCube, Xbox. Є восьмою в основній лінійці серії Sonic the Hedgehog. Це перша гра серії, що була створена одразу для кількох консолей. Після того, як гра добре продалася та стала бестселером на всіх трьох платформах, у 2004 році вийшов її порт на ПК. У 2012 році Sonic Heroes стала доступною на PlayStation 3 через сервіс PlayStation Network.
Гра, як й інші частини серії, виконана у жанрі платформер. Але тут гравець керує не одним персонажем, а цілою командою, що складається із трьох героїв. На вибір надається група Хаотікс, що востаннє в повному складі з'явилася в Knuckles' Chaotix для консолі Sega 32X, а також їжак Шедоу і кажан Руж із Sonic Adventure 2, кролиця Крим із Sonic Advance 2, та кіт Біг із Sonic Adventure. Тут також з'явився робот E-123 Омега із гри Sonic Battle.
Розробка гри почалася після виходу Sonic Adventure 2 під керівництвом дизайнера Такаші Іізукі та продюсера Юдзі Нака. На відміну від попередніх частин серії, Sonic Heroes створювалася відразу для кількох ігрових платформ з метою залучення нових гравців. Після виходу, багато оглядачів в основному позитивно оцінили гру, схвалюючи в першу чергу дизайн рівнів та музичний супровід, але критикуючи незручну систему управління віртуальною камерою та озвучування персонажів.

## Ігровий процес

Початківецю дається можливість пройти навчання, щоб розібратися в механіці гри. На скріншоті зображено команду Роуз на навчальному рівні «Sea Gate»

Sonic Heroes є тривимірним платформером. У ньому дається можливість керувати командою, що складається з трьох персонажів. Безпосередньо гравець управляє однією з них, але за необхідності він може вибрати іншого героя; контроль над двома іншими членами групи бере на себе комп'ютер. У меню на вибір надаються такі команди:
- команда Соніка, що складається з власне їжака Соніка, лисенятки Тейлза та єхидни Наклза;
- команда Темряви, що складається з їжака Шедоу, кажана Руж та робота E-123 Омеги;
- команда Роуз, що складається з їжачки Емі Роуз, кролиці Крим з її вихованцем Чізом та кота Біга;
- команда Хаотікс, що складається з хамелеона Еспіо, бджоли Чармена та крокодила Вектора

Усі персонажі діляться на три типи: «швидкісних», «летючих» і «силових». Кожна з них має свої переваги під час атак. Наприклад, персонажі швидкісного типу (Сонік, Шедоу, Емі та Еспіо) вміють швидко бігати, можуть створювати вихори та нападати у стрибку, щоб швидко перемогти суперника. Герої, у яких розвинена сила (Наклз, Омега, Біг та Вектор), можуть нападати на сильних ворогів та знищувати деякі перешкоди. Персонажі, що вміють літати (Тейлз, Руж, Крим та Чармен), дозволяють команді перелітати через прірви або забиратися вище на іншу платформу. Крім того, самі герої мають й інші унікальні здібності. Наприклад, всі швидкісні персонажі (крім Емі) можуть пересуватися по стінах; Еспіо може стати невидимим; Чармен вміє активувати квіти-телепортатори тощо.
Рівні в Sonic Heroes поділяються на три акти, причому третя – це битва з босом. Всього сім зон: морське узбережжя («Seaside Hill», «Ocean Palace»), футуристичне місто («Grand Metropolis», «Power Plant»), казино («Casino Park», «Bingo Highway»), каньйон («Rail Canyon», «Bullet Station»), тропічний ліс («Frog Forest», «Lost Jungle»), замок з привидами («Hang Castle», «Mystic Mansion») та армада повітряних бойових кораблів доктора Еґмана («Egg Fleet» та «Final Fortress»). Від гравця потрібно пройти рівень від початку до кінця, попутно знищуючи роботів і збираючи кільця, причому останні є захистом від ворогів, а при зборі 100 штук дається додаткове життя. Якщо персонажу буде завдано шкоди, то він втратить всі кільця, а без них при повторному нападі може загинути, і гра почнеться заново з останньої контрольної точки. По дорозі можна збирати бонуси, що знаходяться в спеціальних коробках і кулях або які даються після знищення супротивників. Це можуть бути додаткові кільця, підвищення «рівня» якогось персонажа, збільшення швидкості на певний час або невразливість. Тут також може з'явитися захист від ворогів, що пропадає після одного завдання шкоди персонажу, або відразу автоматично заповнюється смуга «Team Blast», завдяки якій можна знищити всіх ворогів, що знаходяться поблизу.
Складність проходження гри залежить від вибору команди: проходження за команду Роуз є найлегшим з усіх; складність гри за команду Соніка заявлено як середня; у команди Темряви часто трапляються важкі вороги. Лише від групи Хаотікс потрібно виконати певну місію, наприклад знайти чао або 10 раків-пустельників. Після проходження кожного рівня та перемоги над босом видається певний ранг (оцінка). Найгірший - «E», найкращий - «A». Щоб став доступним найскладніший режим, треба пройти всі рівні (і звичайні, і додаткові) на ранзі «А». Тут гра можлива лише за команду Соніка.
У Sonic Heroes доступна багатокористувацька гра. Використовуючи технологію «розділеного екрана», мультиплеєр підтримує до двох гравців. На вибір представлено кілька режимів. На «Action Race» проходить перегона по трьох вкорочених рівнів, і переможцем стає той, чия команда дійшла першою до великого кільця раніше. Ця гра доступна відразу, тоді як інші відкриваються після збору кожної 20-й емблеми. У «Battle» команди борються одна з одною, на «Special Stage» проходить перегона за Ізумруд Хаосу. Зібрати більше кілець за певний час потрібно в режимі «Ring Race», а на «Bobsleigh Race» проходить перегона на трьох бобслейних трасах; у «Quick Race» гравцеві потрібно першим дістатися від кінця рівня до центру, а «Expert Race» є ускладненою версією режиму «Action Race» та проходить на інших рівнях.

### Особливий рівень

У Sonic Heroes знову з'явилися особливі рівні, доступні в ранніх іграх серії

Sonic Heroes стала першою тривимірною грою серії Sonic the Hedgehog, де з'явилися особливі рівні - «Special Stages». Вони призначені для збору семи смарагдів Хаосу, але тут можна отримати і додаткові життя. Щоб потрапити туди, потрібно знайти на звичайному акті ключ, поміщений у клітку. Після виявлення необхідно донести його до кінця рівня. Він може зникнути, якщо персонаж буде атакований противником, втратить кільця або впаде у прірву. Завдання полегшує те, що на рівні є кілька ключів. Після проходження рівня із ним гравець потрапить на спеціальний етап. У ньому команді належить переміщатися всередині довгої труби, збираючи при цьому різнокольорові сфери, які поповнюють смужку прискорення бігу, і ухиляючись від куль-бомб із шипами. Наприкінці, залежно від кількості набраних очок, дається від однієї до п'яти додаткових життів.
Щоб отримати Смарагд Хаосу, треба потрапити на «Special Stage» у другому акті. Тоді стає доступним «Emerald Challenge», а команди наздоганятимуть дорогоцінний камінь. Таким чином, на кожному з семи актів, кожна з груп повинна взяти по одному Ізумруду, при цьому складність проходження з кожним рівнем збільшується. Збір всіх семи каменів та проходження історій всіх чотирьох команд розблокує кінцівку гри.

## Сюжет
Оповідання історії гри проходить аналогічно попереднім іграм серії: Sonic Adventure та Sonic Adventure 2. Кожна із чотирьох команд має свою власну сюжетну лінію, що перетинаються між собою. Гравець вільний проходити їх у будь-якому порядку, і після їх закінчення та збору семи Смарагдів Хаосу відкривається п'ята, остання історія. У ній показано продовження подій гри, де історії команд поєднані між собою.
Лисеня Тейлз, який отримав телеграму від доктора Еґмана, разом з єхидним Наклз поспішає до їжака Соніка. З'ясувавши, що лиходій за три дні збирається захопити світ, друзі вирішують зупинити його. У цей час Руж вирішується знайти скарб на базі Еґмана, але натомість знаходить їжака Шедоу, який вважався мертвим після подій Sonic Adventure 2. При виведенні його з анабіозу кажан піддається нападу робота E-123 Омеги. Після короткого бою вона з'ясовує, що у їжака амнезія, а Омега має намір помститися Еґманові за те, що той забув про нього. Руж вирішує, що вони мають об'єднатися, щоб знайти доктора.
Їжачка Емі бачить у газеті фотографію Соніка, який тримає чао Чоколу та жабку Фроґі, вихованців кролиці Крим та кота Біга відповідно. Разом з ними вона вирушає на пошуки вихованців. До детективної агенції Хаотікс, де працюють хамелеон Еспіо, крокодил Вектор та бджола Чармен, приходить посилка з рацією всередині. Нею невідомий голос, обіцяючи хорошу винагороду, пропонує їм виконати його місії. Незважаючи на передчуття Еспіо, команда вирушає в дорогу.
Після проходження гравцем усіх історій відкривається закінчення. Після битви з Еґманом команда Роуз знаходить Чоколу і Фроґі, а Руж чує від Омеги слова, у яких згадується місцезнаходження «справжнього» Шедоу. Група Хаотікс бачить лікаря, який був узятий у полон Метал Соніком. Насправді босом на літаючому кораблі був не сам Еґман, а його двійник. Метал Сонік зміг освоїти всі навички команди Соніка та Шедоу, а також, завдяки Чоколі та Фроґі, зміг отримати здібності Хаосу та трансформуватися у свою вищу форму – Метал Оверлорд (англ. Metal Overlord). Використовуючи силу Смарагду Хаосу, Сонік, Тейлз і Наклз знаходять супер-форму, щоб перемогти злодія. У результаті металевий їжак програє битву і після бою з'являється у своєму звичайному вигляді.

## Розробка та вихід гри
Новим проєктом, присвяченим дванадцятиріччю виходу першої гри Sonic the Hedgehog, команда з американського відділення Sonic Team зайнялася після виходу Sonic Adventure 2. Керівник Такаші Іізука не хотів бачити Sonic Heroes як продовження серії Sonic Adventure. Він хвилювався, що її куплять лише шанувальники серії, і вирішено було створити гру, до якої могли пристосуватися і користувачі інших консолей, не знайомі з серією. Продюсер гри Юдзі Нака заявив, що історія дилогії Sonic Adventure завершена, і новий проєкт ніяк не пов'язаний з минулими іграми, але будуть присутні сюжетні посилання до них. Сценарій був написаний співробітником Sega Сіро Маекава, який раніше брав участь у сюжетних постановках для Sonic Adventure 2.
Дизайнери хотіли урізноманітнити ігровий процес додаванням бонусних рівнів і керування трьома персонажами. Було також прийнято рішення повернути старих персонажів, які з'явилися в серії лише один або два рази, наприклад, команду Хаотікс з Knuckles’ Chaotix або кота Біга з Sonic Adventure. Старий дизайн Хаотіксів не вписувався в тодішній стиль тривимірних Соніківських ігор, і художники змінили їх. Кролиця Крим та робот E-123 Омега були спеціально створені для Sonic Heroes, проте дебют першої відбувся у Sonic Advance 2. Крім перерахованих вище персонажів, команда відвела значну роль у сюжеті Метал Соніку, який тут грає роль боса. Спеціально для цієї гри артдиректор Sonic Team Кадзуюкі Хосіно створив новий дизайн металевої копії синього їжака.
На відміну від двох попередніх основних ігор серії, Sonic Adventure і Sonic Adventure 2, в Sonic Heroes був використаний рушій RenderWare, тому гра могла легко бути портована на GameCube, PlayStation 2, Xbox, і Windows. Продюсер серії Юдзі Нака хотів за допомогою мультиплатформи збільшити кількість шанувальників ігор про Соніка. Незважаючи на можливості перенесення деяких текстур і моделей персонажів з ігор Sonic Adventure, більшість робіт було розпочато заново. Оскільки це була перша гра, що розробляється для кількох платформ, при роботі з Xbox і PlayStation 2 у команди виникли додаткові проблеми, тому що у них було дуже мало досвіду роботи з цими приставками.
Юдзі Нака і Такасі Іідзука назвали 2003 рік «роком Соніка» (англ. The Year of Sonic). Саме тоді відбулася прем'єра анімаційного серіалу Sonic X, вперше за 10 років з'явилися фігурки персонажів серії в мережі ресторанів McDonald’s, і виходом ігор Sonic Pinball Party та Sonic Battle для Game Boy Advance, і Sonic Adventure DX: Director’s Cut для Nintendo GameCube та ПК. Демонстраційна версія Sonic Heroes постачалася з перегонною аркадою Mario Kart: Double Dash‼. Реліз гри в 2003 році відбувся тільки в Японії, в інших країнах вона з'явилася на початку 2004 через непередбачені затримки з поставками.

## Саундтрек

Обкладинка музичного альбому Complete Trinity: Sonic Heroes — Original Soundtrax

Над музикою до гри працювали композитори з лейблу Wave Master: Наофумі Хатая, Кеїті Сугіяма, Ютака Мінобе, Фуміе Куматані, Томоя Отані та Хідеакі Кобаясі. Дзюн Сеноуе та Джонні Джіоелі з групи Crush 40, які раніше працювали над Sonic Adventure та Sonic Adventure 2, також взяли участь. Вони виконали головну тему гри - «Sonic Heroes», а також пісню «What I'm Made Of...», що грає під час битви з фінальним босом. Окрім цих двох пісень, у грі присутні ще чотири вокальні композиції, які є музичними темами команд. Пісня «We Can» - тема команди Соніка - була виконана Тедом Полі та Тоні Харнеллом, так само як і Crush 40. Музичною темою команди Дарк є пісня «This Machine» групи Julien-K, Кей Хенлі виконала тему команди Роуз «Follow Me», а Гуннар Нельсон — однойменну пісню команди Хаотікс. Звукорежисер Дзюн Сеноуе вирішив створити таку музику, яка ідеально підходила для рівнів і щоб через неї як найкраще передавалися емоції, які відчувають персонажі в той чи інший момент. За його словами, цю функцію виконає система Dolby Pro Logic II, яку він назвав «шикарною». А сам саундтрек вважав якимсь «вибухом», революцією у грі у жанрі екшен.
Усього вийшло чотири саундтреки до гри. Перший музичний альбом під назвою Triple Threat Sonic Heroes Vocal Trax (яп. ソニックヒーローズ トリプル・スレット ヴォーカル・トラックス, Сонікку Хі:ро:дзу Торіпуру Суретто Вока:ру Тораккусу) вийшов 4 лютого 2004 року. До нього увійшли всі шість вокальних композицій, що звучать у грі, а як бонус присутні ще шість пісень з гри Sonic Adventure. Другий альбом Complete Trinity: Sonic Heroes — Original Soundtrax (яп. ソニックヒーローズ コンプリート・トリニティ オリジナル・サウンドトラック, Сонікку Хі:ро:дзу Компурі:то Торінити Орідзінару Саундоторакку) вийшов на двох дисках, і був виданий 3 березня 2004 року. Хоча тут є музика з рівнів, але в саундтреку немає музичних тем команд. Лейбл Geneon Entertainment видав у США третій альбом Sonic Heroes Official Soundtrack, реліз якого відбувся 9 листопада 2004 року. До нього увійшли 30 композицій, як із музичних тем команд, так і музика з рівнів. У 2011 році він був перевиданий під назвою Sonic Heroes Original Soundtrack 20th Anniversary Edition. Крім саундтреків до гри, композиції «Sonic Heroes» і «What I'm Made Of...» увійшли в альбом True Blue: The Best of Sonic the Hedgehog (2008), а «This Machine» - в другу його частину, під назвою True Colors: The Best of Sonic the Hedgehog Part 2 (2009). Мелодія рівня «Seaside Hill» була включена в History of the 1ST Stage Original Soundtrack Blue Edition, що розповсюджувалася в 2011 році в Японії для передзамовників Nintendo 3DS-версії гри Sonic Generations, а треки «Sonic Heroes», «Rail Canyon» «We Can» були присутні в альбомі 2016 року Sonic the Hedgehog 25th Anniversary Selection.
| Triple Threat Sonic Heroes Vocal Trax | Triple Threat Sonic Heroes Vocal Trax | Triple Threat Sonic Heroes Vocal Trax        | Triple Threat Sonic Heroes Vocal Trax | Triple Threat Sonic Heroes Vocal Trax | Triple Threat Sonic Heroes Vocal Trax |
| #                                     | Назва                                 | Автор слів                                   | Автор музики                          | Виконавець                            | Тривалість                            |
| ------------------------------------- | ------------------------------------- | -------------------------------------------- | ------------------------------------- | ------------------------------------- | ------------------------------------- |
| 1.                                    | «Sonic Heroes»                        | Джонні Джіоелі                               | Дзюн Сеноуе                           | Crush 40                              | 3:29                                  |
| 2.                                    | «We Can»                              | Тед Полі                                     | Дзюн Сеноуе                           | Тед Полі і Тоні Харнелл               | 3:19                                  |
| 3.                                    | «This Machine»                        | Раян Шак                                     | Дзюн Сеноуе і Амір Дерак              | Julien-K                              | 4:23                                  |
| 4.                                    | «Follow Me»                           |                                              | Дзюн Сеноуе                           | Кей Хенлі                             | 3:34                                  |
| 5.                                    | «Team Chaotix»                        | Гуннар Нельсон                               | Дзюн Сеноуе і Гуннар Нельсон          | Гуннар Нельсон від The Nelsons        | 3:41                                  |
| 6.                                    | «What I'm Made Of...»                 | Джонні Джіоелі                               | Дзюн Сеноуе                           | Crush 40                              | 3:44                                  |
| 7.                                    | «My Sweet Passion»                    | Фуміе Куматані, Такахіро Фукуда              | Фуміе Куматані                        | Ніккі Грегорофф                       | 5:08                                  |
| 8.                                    | «Lazy Days ~Livin' in Paradise~»      | Фуміе Куматані, Дзюн Сеноуе, Такахіро Фукуда | Дзюн Сеноуе                           | Тед Полі                              | 4:03                                  |
| 9.                                    | «Unknown from M.E.»                   | Кен'їті Токої, Такахіро Фукуда               | Кен'їті Токої                         | Марлон Сандерс і Dread Fox            | 4:28                                  |
| 10.                                   | «Believe in Myself»                   | Дзюн Сеноуе, Такахіро Фукуда                 | Дзюн Сеноуе                           | Карен Брейк                           | 3:52                                  |
| 11.                                   | «It Doesn’t Matter»                   | Дзюн Сеноуе, Такахіро Фукуда                 | Дзюн Сеноуе                           | Тоні Харнелл                          | 4:29                                  |
| 12.                                   | «Open Your Heart»                     | Дзюн Сеноуе, Такахіро Фукуда                 | Дзюн Сеноуе, Кен'їті Токої            | Crush 40                              | 5:14                                  |
| 13.                                   | «(Data track)»                        |                                              |                                       |                                       | 21:59                                 |
| 71:23                                 |                                       |                                              |                                       |                                       |                                       |

| Complete Trinity: Sonic Heroes — Original Soundtrax. Диск A | Complete Trinity: Sonic Heroes — Original Soundtrax. Диск A | Complete Trinity: Sonic Heroes — Original Soundtrax. Диск A | Complete Trinity: Sonic Heroes — Original Soundtrax. Диск A | Complete Trinity: Sonic Heroes — Original Soundtrax. Диск A | Complete Trinity: Sonic Heroes — Original Soundtrax. Диск A |
| #                                                           | Назва                                                       | Автор слів                                                  | Автор музики                                                | Виконавець                                                  | Тривалість                                                  |
| ----------------------------------------------------------- | ----------------------------------------------------------- | ----------------------------------------------------------- | ----------------------------------------------------------- | ----------------------------------------------------------- | ----------------------------------------------------------- |
| 1.                                                          | «Sonic Heroes / Opening ver.»                               | Джонні Джіоелі                                              | Дзюн Сеноуе                                                 | Crush 40                                                    | 1:30                                                        |
| 2.                                                          | «Stage 01: Seaside Hill»                                    |                                                             | Дзюн Сеноуе                                                 |                                                             | 2:42                                                        |
| 3.                                                          | «Stage 02: Ocean Palace»                                    |                                                             | Наофуми Хатая                                               |                                                             | 3:42                                                        |
| 4.                                                          | «Boss: Egg Hawk»                                            |                                                             | Дзюн Сеноуе                                                 |                                                             | 1:12                                                        |
| 5.                                                          | «System Screen: Select»                                     |                                                             | Наофумі Хатая                                               |                                                             | 3:46                                                        |
| 6.                                                          | «Stage 03: Grand Metropolis»                                |                                                             | Дзюн Сеноуе                                                 |                                                             | 3:36                                                        |
| 7.                                                          | «Stage 04: Power Plant»                                     |                                                             | Дзюн Сеноуе                                                 |                                                             | 2:03                                                        |
| 8.                                                          | «Special Stage: Bonus Challenge»                            |                                                             | Наофумі Хатая                                               |                                                             | 2:33                                                        |
| 9.                                                          | «Event: Strange Guys»                                       |                                                             | Хідеакі Кобаясі                                             |                                                             | 0:25                                                        |
| 10.                                                         | «Boss: VS. Team Battle»                                     |                                                             | Дзюн Сеноуе                                                 |                                                             | 1:37                                                        |
| 11.                                                         | «Stage 05: Casino Park»                                     |                                                             | Дзюн Сеноуе                                                 |                                                             | 2:30                                                        |
| 12.                                                         | «Stage 06: Bingo Highway»                                   |                                                             | Кеїті Сугіяма                                               |                                                             | 2:26                                                        |
| 13.                                                         | «Battle: Casino Area»                                       |                                                             | Кеїті Сугіяма                                               |                                                             | 2:42                                                        |
| 14.                                                         | «Event: Monkey Business»                                    |                                                             | Дзюн Сеноуе                                                 |                                                             | 0:32                                                        |
| 15.                                                         | «Event: My World»                                           |                                                             | Дзюн Сеноуе                                                 |                                                             | 1:22                                                        |
| 16.                                                         | «Boss: Robot Carnival / Robot Storm»                        |                                                             | Дзюн Сеноуе                                                 |                                                             | 2:19                                                        |
| 17.                                                         | «Stage 07: Rail Canyon»                                     |                                                             | Дзюн Сеноуе                                                 |                                                             | 2:40                                                        |
| 18.                                                         | «Stage 08: Bullet Station»                                  |                                                             | Дзюн Сеноуе                                                 |                                                             | 2:17                                                        |
| 19.                                                         | «Jingle: Speed Up»                                          |                                                             | Дзюн Сеноуе                                                 |                                                             | 0:15                                                        |
| 20.                                                         | «Jingle: Invincible»                                        |                                                             | Дзюн Сеноуе                                                 |                                                             | 0:55                                                        |
| 21.                                                         | «Boss: Egg Albatross»                                       |                                                             | Дзюн Сеноуе                                                 |                                                             | 1:40                                                        |
| 22.                                                         | «Event: Disquieting Shadow»                                 |                                                             | Дзюн Сеноуе                                                 |                                                             | 0:34                                                        |
| 23.                                                         | «System Screen: Menu»                                       |                                                             | Дзюн Сеноуе                                                 |                                                             | 1:49                                                        |
| 24.                                                         | «Battle: City Area»                                         |                                                             | Терухіко Накагава                                           |                                                             | 2:05                                                        |
| 25.                                                         | «Battle: Sea Area»                                          |                                                             | Дзюн Сеноуе                                                 |                                                             | 0:41                                                        |
| 26.                                                         | «System Screen: 2P VS. Menu»                                |                                                             | Дзюн Сеноуе                                                 |                                                             | 0:54                                                        |
| 27.                                                         | «Battle: Quick Race»                                        |                                                             | Дзюн Сеноуе                                                 |                                                             | 0:57                                                        |
| 28.                                                         | «Battle: Ring Race»                                         |                                                             | Дзюн Сеноуе                                                 |                                                             | 0:38                                                        |
| 29.                                                         | «(Data track)»                                              |                                                             |                                                             |                                                             | 21:03                                                       |
| 71:19                                                       |                                                             |                                                             |                                                             |                                                             |                                                             |

| Complete Trinity: Sonic Heroes — Original Soundtrax. Диск B | Complete Trinity: Sonic Heroes — Original Soundtrax. Диск B | Complete Trinity: Sonic Heroes — Original Soundtrax. Диск B | Complete Trinity: Sonic Heroes — Original Soundtrax. Диск B | Complete Trinity: Sonic Heroes — Original Soundtrax. Диск B | Complete Trinity: Sonic Heroes — Original Soundtrax. Диск B |
| #                                                           | Назва                                                       | Автор слів                                                  | Автор музики                                                | Виконавець                                                  | Тривалість                                                  |
| ----------------------------------------------------------- | ----------------------------------------------------------- | ----------------------------------------------------------- | ----------------------------------------------------------- | ----------------------------------------------------------- | ----------------------------------------------------------- |
| 1.                                                          | «Sonic Heroes / Title ver.»                                 | Джонні Джіоелі                                              | Дзюн Сеноуе                                                 | Crush 40                                                    | 0:23                                                        |
| 2.                                                          | «Stage 00: Sea Gate»                                        |                                                             | Дзюн Сеноуе                                                 |                                                             | 3:25                                                        |
| 3.                                                          | «Stage 09: Frog Forest»                                     |                                                             | Дзюн Сеноуе                                                 |                                                             | 2:31                                                        |
| 4.                                                          | «Stage 10: Lost Jungle»                                     |                                                             | Ютака Мінобе                                                |                                                             | 5:07                                                        |
| 5.                                                          | «Event: Excuse Me?»                                         |                                                             | Маріко Намба                                                |                                                             | 0:29                                                        |
| 6.                                                          | «Event: Unexpected Encounter»                               |                                                             | Маріко Намба                                                |                                                             | 0:44                                                        |
| 7.                                                          | «Special Stage: Emerald Challenge»                          |                                                             | Дзюн Сеноуе, Фуміе Куматані                                 |                                                             | 2:15                                                        |
| 8.                                                          | «Event: No Past to Remember»                                |                                                             | Дзюн Сеноуе                                                 |                                                             | 1:00                                                        |
| 9.                                                          | «Stage 11: Hang Castle»                                     |                                                             | Томоя Отані                                                 |                                                             | 4:42                                                        |
| 10.                                                         | «Stage 12: Mystic Mansion»                                  |                                                             | Дзюн Сеноуе, Наофуми Хатая                                  |                                                             | 2:43                                                        |
| 11.                                                         | «Event: My Ambition»                                        |                                                             | Дзюн Сеноуе                                                 |                                                             | 1:17                                                        |
| 12.                                                         | «Stage 13: Egg Fleet»                                       |                                                             | Дзюн Сеноуе                                                 |                                                             | 2:32                                                        |
| 13.                                                         | «Stage 14: Final Fortress»                                  |                                                             | Дзюн Сеноуе                                                 |                                                             | 2:23                                                        |
| 14.                                                         | «Boss: Egg Emperor»                                         |                                                             | Дзюн Сеноуе                                                 |                                                             | 1:28                                                        |
| 15.                                                         | «Event: Metal Sonic… The Ultimate Overlord»                 |                                                             | Ютака Мінобе                                                |                                                             | 1:25                                                        |
| 16.                                                         | «Event: All Heroes Gather»                                  |                                                             | Терухіко Накагава                                           |                                                             | 1:07                                                        |
| 17.                                                         | «Last Boss ver. 1: Metal Madness»                           |                                                             | Хідеакі Кобаясі                                             |                                                             | 3:20                                                        |
| 18.                                                         | «What I'm Made Of... / Last Boss ver. 2: Metal Overlord»    | Джонні Джіоелі                                              |                                                             | Crush 40                                                    | 3:44                                                        |
| 19.                                                         | «Event: Finale… Adventure Must Go On»                       |                                                             | Дзюн Сеноуе                                                 |                                                             | 1:17                                                        |

| Complete Trinity: Sonic Heroes — Original Soundtrax. Бонус-треки | Complete Trinity: Sonic Heroes — Original Soundtrax. Бонус-треки | Complete Trinity: Sonic Heroes — Original Soundtrax. Бонус-треки | Complete Trinity: Sonic Heroes — Original Soundtrax. Бонус-треки |
| #                                                                | Назва                                                            | Автор музики                                                     | Тривалість                                                       |
| ---------------------------------------------------------------- | ---------------------------------------------------------------- | ---------------------------------------------------------------- | ---------------------------------------------------------------- |
| 20.                                                              | «Special Stage: Emerald Challenge / Extended ver.»               | Дзюн Сеноуе, Фуміе Куматані                                      | 3:40                                                             |
| 21.                                                              | «Casino Park / Original ver.»                                    | Дзюн Сеноуе                                                      | 2:08                                                             |
| 22.                                                              | «Bingo Highway / Remix ver.»                                     | Кеїті Сугіяма                                                    | 5:10                                                             |
| 23.                                                              | «(Data track)»                                                   |                                                                  | 18:38                                                            |
| 71:28                                                            |                                                                  |                                                                  |                                                                  |

| Sonic Heroes Official Soundtrack | Sonic Heroes Official Soundtrack                              | Sonic Heroes Official Soundtrack | Sonic Heroes Official Soundtrack |
| #                                | Назва                                                         | Виконавець                       | Тривалість                       |
| -------------------------------- | ------------------------------------------------------------- | -------------------------------- | -------------------------------- |
| 1.                               | «Sonic Heroes: Main Theme»                                    | Crush 40                         | 3:29                             |
| 2.                               | «We Can» (Тема команды Соника)                                | Тед Полі і Тоні Харнелл          | 3:18                             |
| 3.                               | «Stage 01: Seaside Hill»                                      |                                  | 1:36                             |
| 4.                               | «Stage 02: Ocean Palace»                                      |                                  | 2:01                             |
| 5.                               | «Follow Me» (Тема команди Роуз)                               | Кей Хенлі                        | 3:35                             |
| 6.                               | «System Screen: Select»                                       |                                  | 1:38                             |
| 7.                               | «Stage 03: Grand Metropolis»                                  |                                  | 2:28                             |
| 8.                               | «Stage 04: Power Plant»                                       |                                  | 1:04                             |
| 9.                               | «Special Stage: Bonus Challenge»                              |                                  | 2:13                             |
| 10.                              | «Stage 05: Casino Park»                                       |                                  | 2:29                             |
| 11.                              | «Stage 06: Bingo Highway»                                     |                                  | 2:25                             |
| 12.                              | «Battle: Casino Area»                                         |                                  | 2:41                             |
| 13.                              | «This Machine» (Тема команды Дарк)                            | Julien-K                         | 4:23                             |
| 14.                              | «Boss: Robot Carnival / Robot Storm»                          |                                  | 2:18                             |
| 15.                              | «Stage 07: Rail Canyon»                                       |                                  | 2:39                             |
| 16.                              | «Stage 08: Bullet Station»                                    |                                  | 2:16                             |
| 17.                              | «Team Chaotix» (Тема команды Хаотикс)                         | Гуннар Нельсон                   | 3:42                             |
| 18.                              | «Boss: Egg Albatross»                                         |                                  | 1:39                             |
| 19.                              | «Event: Disquieting Shadow»                                   |                                  | 0:31                             |
| 20.                              | «Stage 09: Frog Forest»                                       |                                  | 1:55                             |
| 21.                              | «Stage 10: Lost Jungle»                                       |                                  | 4:41                             |
| 22.                              | «Special Stage: Emerald Challenge»                            |                                  | 2:14                             |
| 23.                              | «Stage 11: Hang Castle»                                       |                                  | 4:42                             |
| 24.                              | «Stage 12: Mystic Mansion»                                    |                                  | 2:42                             |
| 25.                              | «Stage 13: Egg Fleet»                                         |                                  | 2:31                             |
| 26.                              | «Stage 14: Final Fortress»                                    |                                  | 2:24                             |
| 27.                              | «Event: Metal Sonic… the Ultimate Overlord»                   |                                  | 1:24                             |
| 28.                              | «Last Boss: Metal Madness» (Version 1)                        |                                  | 3:19                             |
| 29.                              | «What I'm Made Of...: Last Boss / Metal Overlord» (Version 2) | Crush 40                         | 3:43                             |
| 30.                              | «Event: Finale… Adventure Must Go On»                         |                                  | 1:13                             |
| 77:29                            |                                                               |                                  |                                  |

| Sonic Heroes Original Soundtrack 20th Anniversary Edition | Sonic Heroes Original Soundtrack 20th Anniversary Edition     | Sonic Heroes Original Soundtrack 20th Anniversary Edition | Sonic Heroes Original Soundtrack 20th Anniversary Edition | Sonic Heroes Original Soundtrack 20th Anniversary Edition | Sonic Heroes Original Soundtrack 20th Anniversary Edition |
| #                                                         | Назва                                                         | Автор слів                                                | Автор музики                                              | Виконавець                                                | Тривалість                                                |
| --------------------------------------------------------- | ------------------------------------------------------------- | --------------------------------------------------------- | --------------------------------------------------------- | --------------------------------------------------------- | --------------------------------------------------------- |
| 1.                                                        | «Sonic Heroes: Main Theme»                                    | Джонні Джіоелі                                            | Дзюн Сеноуе                                               | Crush 40                                                  | 3:30                                                      |
| 2.                                                        | «We Can» (Тема команди Соніка)                                | Тед Полі                                                  | Дзюн Сеноуе                                               | Тед Полі, Тоні Харнелл                                    |                                                           |
| 3.                                                        | «Stage 01: Seaside Hill»                                      |                                                           | Дзюн Сеноуе                                               |                                                           | 1:36                                                      |
| 4.                                                        | «Stage 02: Ocean Palace»                                      |                                                           | Наофуми Хатая                                             |                                                           | 2:02                                                      |
| 5.                                                        | «Follow Me» (Тема команди Роуз)                               | Матильда О’Рурк                                           | Дзюн Сеноуе                                               | Кей Хенлі                                                 | 3:35                                                      |
| 6.                                                        | «System Screen: Select»                                       |                                                           | Наофумі Хатая                                             |                                                           | 1:39                                                      |
| 7.                                                        | «Stage 03: Grand Metropolis»                                  |                                                           | Дзюн Сеноуе                                               |                                                           | 2:29                                                      |
| 8.                                                        | «Stage 04: Power Plant»                                       |                                                           | Дзюн Сеноуе                                               |                                                           | 1:04                                                      |
| 9.                                                        | «Special Stage: Bonus Challenge»                              |                                                           | Наофуми Хатая                                             |                                                           | 2:14                                                      |
| 10.                                                       | «Stage 05: Casino Park»                                       |                                                           | Дзюн Сеноуе                                               |                                                           | 2:30                                                      |
| 11.                                                       | «Stage 06: Bingo Highway»                                     |                                                           | Кеїті Сугіяма                                             |                                                           | 2:26                                                      |
| 12.                                                       | «Battle: Casino Area»                                         |                                                           | Кеїті Сугіяма                                             |                                                           | 2:42                                                      |
| 13.                                                       | «This Machine» (Тема команди Дарк)                            | Раян Шак                                                  | Дзюн Сеноуе, Амір Дерак                                   | Julien-K                                                  | 4:23                                                      |
| 14.                                                       | «Boss: Robot Carnival / Robot Storm»                          |                                                           | Дзюн Сеноуе                                               |                                                           | 2:19                                                      |
| 15.                                                       | «Stage 07: Rail Canyon»                                       |                                                           | Дзюн Сеноуе                                               |                                                           | 2:40                                                      |
| 16.                                                       | «Stage 08: Bullet Station»                                    |                                                           | Дзюн Сеноуе                                               |                                                           | 2:16                                                      |
| 17.                                                       | «Team Chaotix» (Тема команды Хаотикс)                         | Гуннар Нельсон                                            | Дзюн Сеноуе, Гуннар Нельсон                               | Гуннар Нельсон                                            | 3:42                                                      |
| 18.                                                       | «Boss: Egg Albatross»                                         |                                                           | Дзюн Сеноуе                                               |                                                           | 1:40                                                      |
| 19.                                                       | «Event: Disquieting Shadow»                                   |                                                           | Дзюн Сеноуе                                               |                                                           | 0:32                                                      |
| 20.                                                       | «Stage 09: Frog Forest»                                       |                                                           | Дзюн Сеноуе                                               |                                                           | 1:56                                                      |
| 21.                                                       | «Stage 10: Lost Jungle»                                       |                                                           | Ютака Мінобе                                              |                                                           | 4:41                                                      |
| 22.                                                       | «Special Stage: Emerald Challenge»                            |                                                           | Дзюн Сеноуе, Фуміе Куматані                               |                                                           | 2:14                                                      |
| 23.                                                       | «Stage 11: Hang Castle»                                       |                                                           | Томоя Отані                                               |                                                           | 4:42                                                      |
| 24.                                                       | «Stage 12: Mystic Mansion»                                    |                                                           | Наофуми Хатая, Дзюн Сеноуе                                |                                                           | 2:42                                                      |
| 25.                                                       | «Stage 13: Egg Fleet»                                         |                                                           | Дзюн Сеноуе                                               |                                                           | 2:31                                                      |
| 26.                                                       | «Stage 14: Final Fortress»                                    |                                                           | Дзюн Сеноуе                                               |                                                           | 2:24                                                      |
| 27.                                                       | «Event: Metal Sonic… the Ultimate Overlord»                   |                                                           | Ютака Мінобе                                              |                                                           | 1:25                                                      |
| 28.                                                       | «Last Boss: Metal Madness» (Version 1)                        |                                                           | Терухіко Накагава                                         |                                                           | 3:20                                                      |
| 29.                                                       | «What I'm Made Of...: Last Boss / Metal Overlord» (Version 2) | Джонні Джіоелі                                            | Дзюн Сеноуе                                               | Crush 40                                                  | 3:44                                                      |
| 30.                                                       | «Event: Finale… Adventure Must Go On»                         |                                                           | Дзюн Сеноуе                                               |                                                           | 1:13                                                      |
| 74:25                                                     |                                                               |                                                           |                                                           |                                                           |                                                           |

## Озвучування
Sonic Heroes — одна з останніх ігор, у якій персонажів англійською мовою озвучували актори з Sonic Adventure, а також перша і єдина гра, в якій можна почути голос Метал Соніка. Як і у японської, так і у англійської версії, його озвучував той самий актор, як і головного героя.
Версії гри для PlayStation 2 та Xbox мають обидві версії озвучування, разом із субтитрами. Вона присутня у Японії та країнах Північної Америки. У європейській версії цю функцію видалено, і озвучення встановлено відповідно до регіону. Схожі обмеження діють для GameCube та ПК через невеликі розміри їх носіїв.
| Персонаж                | Японський актор озвучування | Англійський актор озвучування |
| ----------------------- | --------------------------- | ----------------------------- |
| Їжак Сонік, Метал Сонік | Дзюн'їті Канемару           | Раян Драммонд                 |
| Майлз «Тейлз» Прауер    | Ре Хірохасі                 | Вільям Коркері                |
| Єхидна Наклз            | Нобутосі Канна              | Скотт Драєр                   |
| Їжак Шедоу              | Кодзі Юса                   | Девід Хамфрі                  |
| Кажан Руж               | Румі Отіай                  | Лані Мінелла                  |
| E-123 Омега             | Тайтен Кусунокі             | Джон Сент-Джон                |
| Емі Роуз                | Таеко Кавата                | Дженіфер Дуіллард             |
| Кролиця Крим            | Саяка Аокі                  | Сара Вульфек                  |
| Кіт Біг                 | Такаші Нагасако             | Джон Сент-Джон                |
| Хамелеон Еспіо          | Юкі Масуда                  | Білл Коркері                  |
| Бджола Чармен           | Йоко Теппозука              | Емілі Коркері                 |
| Крокодил Вектор         | Кента Міяке                 | Марк Б'яджі                   |
| Доктор Еґман            | Чікао Оцука                 | Дім Брістоу                   |
| Омочао                  | Козакура Ецуко              | Лані Мінелла                  |

## Оцінки та відгуки
| Агрегатор    | Оцінка  | Оцінка | Оцінка  | Оцінка  |
| Агрегатор    | GC      | PC     | PS2     | XBOX    |
| ------------ | ------- | ------ | ------- | ------- |
| GameRankings | 74,27 % | 60%    | 70,58 % | 75,21 % |
| Metacritic   | 72/100  | 66/100 | 64/100  | 73/100  |

| Видання                            | Оцінка  | Оцінка | Оцінка  | Оцінка  |
| Видання                            | GC      | PC     | PS2     | XBOX    |
| ---------------------------------- | ------- | ------ | ------- | ------- |
| 1Up.com                            | C+      |        | B-      | C       |
| AllGame                            | [ 58 ]  | [ 2 ]  | [ 59 ]  | [ 60 ]  |
| Computer and Video Games           |         |        | 6/10    |         |
| Edge                               |         |        |         | 5/10    |
| Electronic Gaming Monthly          | 6,67/10 |        | 6,67/10 | 6,67/10 |
| Eurogamer                          | 6/10    |        | 6/10    | 6/10    |
| G4                                 | 3/5     |        |         |         |
| Game Informer                      | 7,75/10 |        | 7,75/10 |         |
| GamePro                            | [ 65 ]  |        |         | [ 66 ]  |
| GameRevolution                     | B       |        |         |         |
| GameSpot                           | 7,5/10  |        | 6,2/10  | 7/10    |
| GameSpy                            | [ 70 ]  |        | [ 71 ]  | [ 72 ]  |
| GameZone                           | 8/10    | 7/10   | 7,3/10  | 7,4/10  |
| IGN                                | 8/10    | 7/10   | 6,9/10  | 7,2/10  |
| Nintendo Power                     | 4,2/5   |        |         |         |
| Nintendo World Report              | 6,5/10  |        |         |         |
| Official U.S. PlayStation Magazine |         |        | 2/5     |         |
| Official Xbox Magazine (США)       |         |        |         | 7,9/10  |
| PC Gamer (Велика Британія)         |         | 20/100 |         |         |
| TeamXbox                           |         |        |         | 7,6/10  |
| Страна игр                         | 6,5/10  |        | 6,5/10  | 6,5/10  |

Sonic Heroes отримала різні відгуки, але більшість із них були позитивними. На сайті Metacritic версія для PlayStation 2 була оцінена на 64 бали зі 100, для Xbox - на 73 бали, для GameCube - на 72 бали, і для ПК - 66 балів. Така ж сама статистика опублікована на GameRankings - 75,21% для Xbox, 74,27% для GameCube, 70,58% для PS2, і 60% для ПК. Для деяких оглядачів вихід проєкту був названий одним гігантським стрибком, що служить підйомом для серії, але ряд скептиків вважали, що з Sonic Heroes почався занепад франшизи. У 2010 році Official Nintendo Magazine провів опитування серед шанувальників Соніка на тему їхніх улюблених ігор серії. За підсумками цього опитування Sonic Heroes зайняла восьме місце. У 2012 році сайт GamesRadar помістив її на дев'яту позицію у списку найкращих ігор серії.
Критики позитивно оцінили ігровий процес. Хоча тривимірна графіка і була оцінена як менш детальна проти інших ігор франшизи, але завдяки стилістиці гра змогла наблизитися до джерел. Сонік після виходу Sonic Adventure і наступного за ним продовження, де акцент робився на сюжет, втратив їх унікальні якості, але Sonic Heroes повернувся до традицій перших ігор, що виходили на Mega Drive/Genesis. За відгуками очікувалося, що проєкт залучить молодих гравців, а не досвідчених фанатів. Як приклад критик із AllGame навів перший навчальний рівень за команду Емі Роуз. Метт Касамассіна та Ед Льюїс позитивно оцінили рішення розробників створити новий стиль геймплею, де гру потрібно проходити трьома персонажами. Вихід самої гри вони назвали дрібними зрушеннями розробників випустити ідеальний проєкт про Соніка в тривимірній графіці, але для цього, за їхніми словами, доведеться докласти максимум зусиль.
Графічний дизайн та навколишнє середовище описувалися як барвисті, яскраві та веселі, з узгодженим дизайном та виключно яскравими кольорами палітри. Анімація персонажів виконано на високому рівні, і виглядають реалістично. Але було також зазначено, що для кожної команди можна було створити нові рівні, а на додаток - урізноманітнити їх міні-іграми. Звукове оформлення гри також високо оцінено. У версіях гри для Xbox, GameCube і ПК відзначалася висока частота кадрів, хоча в багатокористувацькому режимі було зафіксовано її падіння.
Музичний супровід був переважно позитивно оцінений критиками. Журналіст Ігор Сонін зазначив, що «шикарна закадрова музика та звуки їжакових стрибків не дадуть помилитися навіть із заплющеними очима». Райан Девіс з GameSpot помітив на подібність деяких пісень зі старими мелодіями, що звучать ще з часів ігор для Mega Drive/Genesis, проте ці запозичення критик не вважав за недолік, а навпаки, великою перевагою, і, за його словами, збереглася наступність попередніх частин серії. Представник сайту Game Revolution зауважив, що на деяких рівнях мелодії звучать дуже помітно і не підходять під стиль рівнів, але загалом роботою композиторів він залишився задоволеним. Критик із IGN, оглядаючи гру для GameCube, назвав «гітарні рифи», що звучать у Sonic Heroes, непридатними для дитячої гри, але поставив музиці та звуковим ефектам сім балів.
Серед недоліків гри оглядачі виділили систему управління камерою гри, яку описали як «страшну» та «відмовляючу від управління». Це добре проявляється на вузьких ділянках рівнів. Критиці також зазнали часті падіння з платформ у глибокі ями. До «небезпечних» відносяться такі рівні, де персонажі катаються рейками, або під час використання командної атаки або виконання торнадо. Такі падіння в ями пробачалися для двовимірного платформера, але ніяк для тривимірного.
Ще одним недоліком критики вважали озвучування персонажів. Воно було охарактеризовано як «жахливе» і названо як «найбільша помилка в звуковому дизайні». Погіршили картину і дурні діалоги, і Сонік був персонажем, який повинен постійно мовчати, або, принаймні, вести недовгу розмову, як у мультфільмі «Том і Джеррі». Оглядач із Eurogamer також порадив Sonic Team перейняти цей досвід у Nintendo або Naughty Dog. Ігор Сонін був абсолютно протилежної думки щодо роботи акторів. «Західні гравці, — писав він, — нарікають на незграбну озвучку, але не обурюємося: драматичні діалоги зруйнували б дитячу атмосферу гри». Метт Касамассіна і Ед Льюїс порадили зменшити гучність динаміків і насолоджуватися в тиші чудовими відеороликами.
Крім того, версія для PlayStation 2 отримала нижчий середній бал. Як причини були названі недоліки графіки і нижча частота кадрів проти інших версій. Критик з GameSpy назвав «ганьбою» вихід гри, яка ідеальна теоретично. Райан Девіс вважав розробку Sonic Heroes для консолі від Sony розвагою Sonic Team, зробивши його «потворною, повільною, і грубою по краях». Додатково він виділив ще ряд технічних недоліків: не вистачає полігонів, немає високоякісних текстур, не задіяна технологія «Bump mapping» і складні спецефекти. Наприкінці огляду оглядач порадив шанувальникам Соніка грати у Sonic Heroes лише на GameCube. Представники з IGN погодилися з доводами свого колеги і додали, що через відсутність «гладкої графіки» у гравців болітиме голова.

### Вплив
Sonic Heroes була комерційно успішною. На жовтень 2004 року у Європі було продано понад мільйон екземплярів гри. У результаті, Sonic Heroes отримала статус «бестселера» на трьох консолях: «Greatest Hits»/«Platinum» для PlayStation 2, «Platinum Hits»/«Classics» для Xbox, і «Player’s Choice» для GameCube. У березні 2005 року, гра була випущена в збірці разом з Super Monkey Ball Deluxe на Xbox і Super Monkey Ball на GameCube, у 2009 році увійшла до компіляції Sonic PC Collection для персонального комп'ютера, а в 2012 році була випущена на PlayStation Network.
Sonic Heroes уперше представила нового персонажа: робота E-123 Омегу. З тих пір він, як і група Хаотікс, з'явилися в наступних іграх про Соніка. На честь 20-річчя з дня виходу першої частини SSonic the Hedgehog була випущена гра під назвою Sonic Generations, що включала елементи ігрового процесу і рівнів з минулих частин серії. У цій грі з'явилися нові версії рівня «Seaside Hill», боса «Egg Emperor» та спеціальних етапів. Крім того, рівні з Sonic Heroes фігурували в таких іграх як Sega Superstars, Mario & Sonic at the Olympic Winter Games, Sonic & Sega All-Stars Racing, Mario & Sonic at the London 2012 Olympic Games, Sonic & All-Stars Racing Transformed і Sonic Dash.
З 2004 року видавництвом Prima Games випускалися книги, де містилося керівництво та додаткова інформація щодо гри. А компанія Archie Comics навесні 2009 року випустила третій номер коміксу Sonic Universe, де міститься адаптація історії Sonic Heroes в журнальному вигляді.